# Novokuznetsk

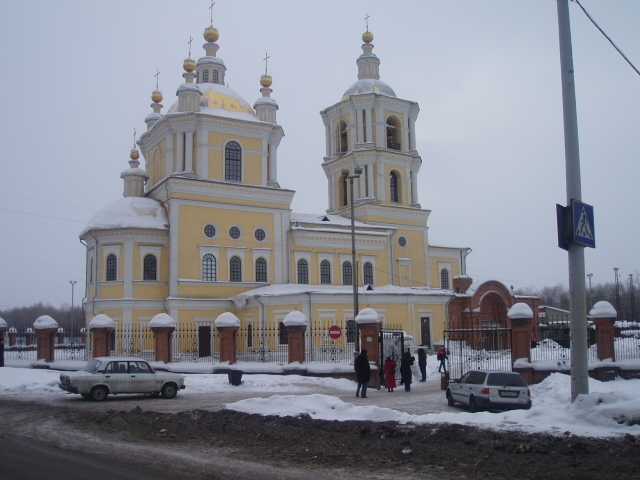
Igreja em Novokuznetsk

Novokuznetsk (russo: Новокузнецк) é uma cidade localizada no óblast de Keremovo, Rússia. Possui população de 549.870 habitantes (Censo de 2002)

## Distritos cidades
- Kuybyshevsky
- Kuznetsky
- Novoilyinsky
- Tsentralny
- Ordzhonikidzevsky
- Zavodsky

## Cidades-irmãs
- Dallas, Estados Unidos
- Níjni Tagil, Rússia
- Pittsburgh, Estados Unidos
- Zaporizhzhya, Ucrânia
- Birmingham, Reino Unido

## Esporte
A cidade de Novokuznetsk é a sede do Estádio Metallurg e do FC Metallurg-Kuzbass Novokuznetsk, que participa do Campeonato Russo de Futebol.